# Боголюбов, Андрей Алексеевич
Андрей Алексеевич Боголюбов (1805—1879) — медицинский инспектор Варшавского военного округа.  Тайный советник (1872).

## Биография
Родился в 1805 году в Рязанской губернии. В 1825 году стал учиться в московском отделении медико-хирургической академии. Ещё студентом исполнял должность прозектора и в августе 1830 года (после окончании курса с золотой медалью в 1829 году) был назначен прозектором анатомии и помощником инспектора студентов. В 1833 году утверждён в степени доктора медицины и поступил на службу врачом архангелогородского полка; в 1835 году был назначен врачом уланского полка в Санкт-Петербурге. 
В 1838 году он поступил старшим учителем в варшавскую фельдшерскую школу и ординатором в варшавский госпиталь; с 1846 года — старший ординатор. 
В 1849 году А. А. Боголюбов был главным хирургом действующей армии, с 1854 года — помощник главного доктора варшавского военного госпиталя, с 1861 года — главный доктор варшавского уяздовского госпиталя, а с 1868 по 1889 год — генерал-штаб-доктор войск в Царстве Польском и Варшавский военно- 
окружной медицинский инспектор.
Боголюбовым были написаны сочинения: Disquisitio anatom.-pathologica in hominibus cholera morbo extinctis (M., 1831) — вместе с Кикиным и Кудрявцевым; Об анкилозах (Военно-медицинский журнал. — 1839. — Ч. 34).
Умер в 1879 году.

## Награды и звания
Был награждён орденами: Св. Владимира 3-й ст. с мечами (1864), Св. Станислава 1-й ст. (1867), Св. Анны 1-й ст. (1869), Св. Владимира 2-й ст. (1874), Белого орла (1878); с 15 июля 1862 года состоял в чине действительного статского советника, с 28 марта 1871 года — в чине тайного советника. Также он имел австрийский орден Железной короны 2-й ст. (1850).